# Bachia heteropa
Bachia heteropa (гуахірська бахія) — вид ящірок родини гімнофтальмових (Gymnophthalmidae). Ендемік Венесуели.

## Поширення і екологія
Гуахірські бахії мешкають в горах Венесуельського Прибережного хребта. Вони живуть в сухих тропічних лісах, серед опалого листя. Живляться безхребетними, відкладають яйця.